# غيلبرت دوراند (كاتب)
غيلبرت دوراند (بالفرنسية: Francis de Miomandre)‏ (و. 1880 – 1959 م) هو كاتب، وروائي، وناقد أدبي، ومترجم، وصحفي فرنسي، ولد في تور، توفي في سانت بريوك، عن عمر يناهز 79 عاماً.

## جوائز
حصل على جوائز منها:
- جائزة غونكور (1908)
- وسام جوقة الشرف من رتبة فارس
- الجائزة الأدبية الكبرى لجمعية الآداب [الإنجليزية]‏
- وسام المليون فيل والمظلة البيضاء [الإنجليزية]‏

## وصلات خارجية
- غيلبرت دوراند على موقع IMDb (الإنجليزية)

- غيلبرت دوراند في قاعدة بيانات الأفلام على الإنترنت